# Henrik Pettersson
Ska ej blandas ihop med Henry Pettersson.
Henrik Pettersson, född 1976 i Sollefteå, är en svensk författare.
Pettersson är uppvuxen i Märsta och Malmö. Han var medlem i Jehovas Vittnen fram till strax efter att han fyllt tjugo. Hans debutroman Jehåvasjäveln  är självbiografisk och ger en inblick i hur det är att som barn och ungdom växa upp med Jehovas Vittnen, och sedan ifrågasätta rörelsen i grunden. Efter examen (2007) på Lunds universitets författarskola bodde han i Osaka i Japan. Pettersson är sedan 2009 även verksam som lärare och handledare på Lunds universitets författarskola. Henrik Pettersson driver tillsammans med Kristina Hård bokförlaget Kraxa förlag, och båda poddar om berättelser och skrivande i podden Storysyndromet.